# The King of Hearts Has Five Sons
The King of Hearts Has Five Sons ist ein zwar wenig bekanntes Deduktions-Kartenspiel, doch ist dieses Spiel insofern von Interesse, als sich dessen Spielidee im bekannten Brettspiel Cluedo wiederfindet, möglicherweise handelt es sich um einen Vorläufer.

## Die Regeln
The King of Hearts Has Five Sons wird am besten von vier oder fünf Personen gespielt. Zum Spiel verwendet man die zwölf Bildkarten (je vier Buben, Damen und Könige), sowie die zehn Herzkarten (Ass, Zwei, …, Zehn).
Vor Beginn des Spiels werden die zwölf Bildkarten gemischt und eine Karte verdeckt in die Mitte gelegt; ebenso verfährt man mit den zehn Herzkarten. Danach werden die verbleibenden zwanzig Karten gemeinsam gemischt und gleichmäßig an die Spieler verteilt.
Das Spiel selbst ähnelt dem Cluedo. Ziel des Spiels ist es, durch geschicktes Fragen und logisches Schließen die verdeckt in der Mitte liegenden Karten zu erraten.
Der erste Spieler fragt seinen linken Nachbarn nach dem Besitz bestimmter Karten: Fragt er etwa nach der Pik-Dame und der Drei, so sagt er: „The Queen of Spades has three sons.“
- Hält der linke Nachbar beide Karten, so zeigt er dem Fragenden eine dieser Karten, welche von beiden ist gleichgültig, jedoch so, dass nur der Fragende diese Karte erkennen kann.
- Hält der linke Nachbar nur eine Karte, so zeigt er diese dem Fragenden so, dass nur dieser die Karte erkennen kann.
- Hält der linke Nachbar keine der beiden Karten, so geht die Frage an dessen linken Nachbarn weiter, dies setzt sich solange fort, bis ein Spieler eine Karte vorweist.

Hat ein Spieler eine Karte vorgewiesen, so darf der nächste Spieler fragen. Nach einer Frage hat jeder beliebige Spieler das Recht, eine Lösung zu nennen, dazu schreibt er seine vermutete Lösung auf einen Zettel und sieht sich die verdeckten Karten an.
Erweist sich seine Vermutung als
- wahr, so ist das Spiel beendet, und er hat gewonnen.
- falsch, so legt er die Karten verdeckt in die Mitte zurück. Das Spiel wird nun fortgesetzt, wobei der Spieler, der ja nun die Lösung kennt, natürlich nicht mehr gewinnen kann, aber weiterhin im Spiel bleibt, um Fragen zu beantworten.